# Discipline (Janet Jackson)
Discipline is het tiende album van de Amerikaanse zangeres Janet Jackson. Het album werd wereldwijd door Island Records op 25 februari 2008 uitgebracht. Jackson heeft voor dit album samengewerkt met producenten als Rodney Jerkins, Jermaine Dupri, Ne-Yo, Stargate, Johnta Austin. Christopher Stewart en The-Dream. L.A. Reid en Jackson waren uitvoerend producent.

## Productie
In juli 2007 werd bekendgemaakt dat Jackson een contract had getekend met Island Records nadat haar contract met Virgin Records was vervuld na het uitbrengen van haar album 20 Y.O.. Ook werd bekendgemaakt dat L.A. Reid als uitvoerend producent aan het album zou werken.

## Singles
- Feedback (27 december 2007 in de Verenigde Staten)
- Rock with U (5 februari 2008)

## Tracklisting
1. 'I.D. (Interlude)' – 0:47
2. 'Feedback' (R. Jerkins) – 3:38
3. 'LUV' (R. Jerkins) – 3:10
4. 'Spinnin' (Interlude)' – 0:08
5. 'Rollercoaster' (R. Jerkins) – 3:51
6. 'Bathroom Break (Interlude)' – 0:40
7. 'Rock with U' (J. Dupri, Ne-Yo) – 3:52
8. '2nite' (Stargate) – 4:09
9. 'Can't B Good' (Ne-Yo, Stargate) – 4:13
10. '4 Words (Interlude)' – 0:11
11. 'Never Letchu Go' (J. Austin, J. Dupri) – 4:07
12. 'Truth or Dare (Interlude)' – 0:24
13. 'Greatest X' (The-Dream, T. Stewart) – 4:23
14. 'Good Morning Janet (Interlude)' - 0:44
15. 'So Much Betta' – 2:53
16. 'Play Selection (Interlude)' – 0:17
17. 'The 1' (featuring Missy Elliott) (J. Dupri) – 3:41
18. 'What's Ur Name' (J. Dupri) – 2:34
19. 'The Meaning (Interlude)' – 1:16
20. 'Discipline' (Shea Taylor, Ne-Yo) - 5:00
21. 'Back (Interlude)' – 0:18
22. 'Curtains' – 3:50
23. 'Let Me Know'* (Ne-Yo) – 4:11
24. 'Feedback' (Ralphi Rosario Electro Shock Radio Edit)* – 3:45

*: Bonusnummer in Japan